# 藝術與建築索引典
藝術與建築索引典（英語：Art & Architecture Thesaurus，AAT）是一个用来描述关于艺术、建筑和物质文化项目的受控词表。AAT收录各种通用术语，如“大教堂”，但不收录专有名词，如“圣母大教堂”。AAT供博物馆、艺术图书馆、档案馆以及艺术和艺术史研究人员等使用。AAT符合ISO 2788，ISO 25964和ANSI / NISO Z39.19标准。
AAT是一个约44000个概念的结构化词汇表，包括131,000个术语、描述、书目引用，以及与美术、建筑、装饰艺术、档案材料和物质文化有关的其他信息。

## 历史
艺术与建筑索引典（AAT）项目于1970年代晚期启动，目的在于支持艺术图书馆、艺术期刊索引服务和博物馆的物品及视觉资源编目者逐步开展的自动化记录工作。这些自动化工作对编目的一致性和更高效的信息检索有要求，而受控词表即是这两个需求的解决办法。该项目由图书馆馆长、建筑学专家Toni Petersen、Dora Croch和Pat Molholt提出构想，项目初期总部位于美国纽约州特洛伊的伦斯勒理工学院，然后搬到了佛蒙特州的本宁顿学院，此后又搬到了马萨诸塞州的威廉斯敦，由盖蒂信托基金为项目提供技术咨询和资金。1983年，盖蒂信托基金接手了主编权，AAT的办公地点搬到了该基金在洛杉矶的总部，以便更好的与艺术家联合名录（ULAN）及盖蒂地名词库（TGN）这两个在AAT出版后不久诞生的相似盖蒂项目进行合作。
AAT在1990年和1994年同时出版了印刷版和电子版。1997年时，更新的频率和规模已经使得印刷版的出版变得不再可行，于是决定通过可搜索的在线网站界面和可许可式数据文件的方式进行出版，在线网站界面可以通过任何接入互联网的计算机进行访问。AAT的最终编辑控制权由盖蒂研究所下属的盖蒂词汇计划保留。
自2008年起，台湾數位典藏與數位學習國家型科技計畫与盖蒂研究所（Getty Research Institute, GRI）合作开发中文的艺术与建筑索引典（AAT-Taiwan），该项目的初始目标是在台湾的集成数字档案系统中提供多语言搜索功能和相应图像，同时在AAT中拓宽亚洲艺术、建筑和物质文化相关术语范围。
AAT可以多种方式应用：
- 由描述艺术作品、建筑、物质文化、档案材料、视觉代表和书目材料的编目员或索引员在数据输入阶段使用。
- 作为知识库向研究人员提供信息。
- 以搜索助手的形式增强终端用户对线上资源的访问。
- 作为丰富对文化产物进行自由文本描述的目标。[4]
- 作为其他艺术词汇表参考（链接）的中心词汇表。[5]

自2014年2月起，AAT以键连资料的方式提供于vocab.getty.edu，每周更新。

## 项目
最初的核心术语集取自权威清单、艺术文献和建筑学历史，此核心术语集由相关学科的学者（包括艺术和建筑学历史学家、建筑师、图书馆馆长、视觉资源博物馆馆长、档案管理员、博物馆工作人员和索引典建设专家）组成的顾问团进行审核、批准和添加，术语集的层级设置受医学主题词表的启发，涵盖了从古至今的所有时代且不受地理因素限制。
截止至2007年1月，AAT收录了大约13100个条目。索引典中收录同一个条目的多个变体，例如单数和复数形式、拼写变体、读法变体和同义词，某一变体会被始终标记为首选条目。索引典每两周更新一次，鼓励普通用户提出新的条目。
2015年，AAT收录了354000个条目，提供四种主要语言（英语、德语、西班牙语和中文），某些条目还包含多种本地语言。

## 设计
AAT既是一个按方面分类的系统，又是一个按层次分类的系统，它分为七个方面：
- 相关概念：抽象的概念，例如美、平衡、鉴赏、隐喻、自由、社会主义。（层次：相关概念）
- 物质属性：尺寸、形状、化学性质、纹理和硬度等可感知或可测量的特征，例如条纹、边缘、圆形、浸水、脆性。（层次：特征与属性、状态与效应、设计元素、颜色）
- 风格与时代：风格上的归类和按时间顺序排列的年代区分，例如法国风、路易十四、唐代、齐本德尔式。（层次：风格与时代）
- 人物：人、群体和组织，例如版画家、园林学家、公司、宗派。（层次：人物、组织）
- 活动：研究领域、身心活动和理论，例如考古学、工程学、分析、竞赛、展览会、跑步、绘画（创作图画）、腐蚀。（层次：学科、作用、事件、身心活动、过程与技术）
- 材料：客观物质，例如钢铁、黏土、粘合剂、乳化剂、人造象牙、木制品、尼龙。（层次：材料）
- 物品：人类活动制造或形成的物体，例如画作、双耳瓶、立面、大教堂、布鲁斯特椅、花园。（层次： Object Groupings and Systems, Object Genres, Components; Built Environment: Settlements and Landscapes, Built Complexes and Districts, Single Built Works, Open Spaces and Site Elements; Furnishings and Equipment: Furnishings, Costume, Tools and Equipment, Weapons and Ammunition, Measuring Devices, Containers, Sound Devices, Recreational Artifacts, Transportation Vehicles; Visual and Verbal Communication: Visual Works, Exchange Media, Information Forms）